# Oliver Arno

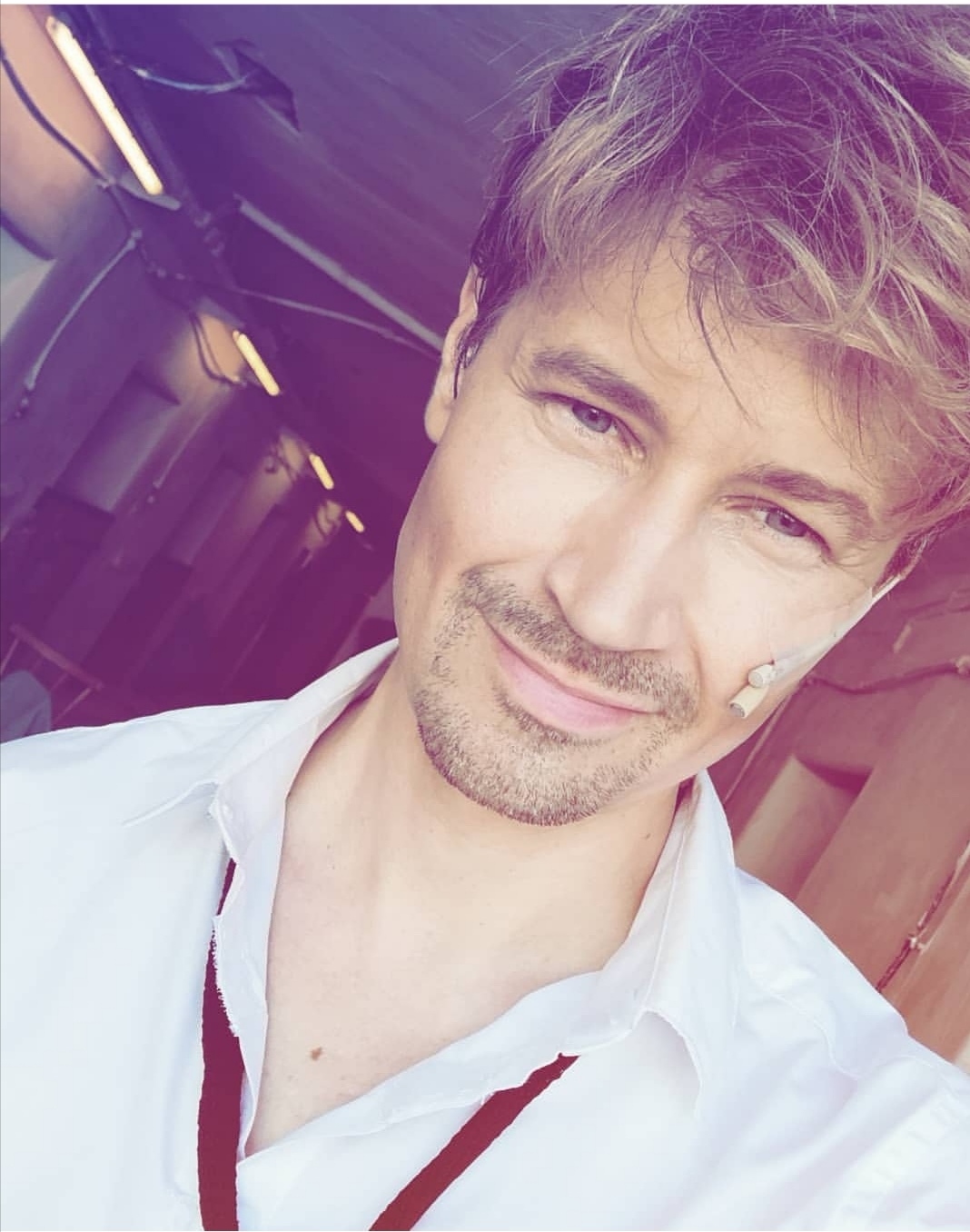
Oliver Arno (2019)

Oliver Arno (* 14. Jänner 1980 in Bregenz) ist ein österreichischer Sänger, Schauspieler, Songwriter und Musicaldarsteller.

## Leben

### Ausbildung
Oliver Arno besuchte von 1986 bis 1990 die Volksschule in Lochau, anschließend das Bundesgymnasium Blumenstraße in Bregenz, das er mit der Matura abschloss.  Von 1989 bis 1991 war Arno Mitglied eines Knabenchors, gleichzeitig nahm er Sologesangstunden an der Musikschule Bregenz. 1991 folgte eine Klavierausbildung, ab 1994 auch eine Gitarrenausbildung. Von 2003 bis 2007 absolvierte er ein Studium im Fachbereich „Musikalisches Unterhaltungstheater“ am Konservatorium Wien. Parallel dazu begann er 1998 ein Jura-Studium in Wien, das er 2006 abschloss.

### Karriere
2002 nahm er an der Castingshow Starmania des ORF teil und kam unter die letzten 48 Kandidaten. 2008 nahm er an der Castingshow Ich Tarzan, Du Jane! teil.
Seine größten Bühnenerfolge feierte er im Musical Elisabeth als Tod und als Rudolf, in Les Misérables als Marius, in Sunset Boulevard als Joe Gillis und in Das Phantom der Oper als Raoul. Er war als Werther in Lotte – ein Wetzlarer Musical zu sehen, hierfür wurde er beim Deutschen Musical Theater Preis 2015 als „Bester Hauptdarsteller“ nominiert. Von 2013 bis 2016 war er zudem Vorstandsmitglied bei OFFstage, einer Organisation, die Off-Broadway Stücke in Wien und Österreich etablieren möchte.
2016 veröffentlichte er in Eigenregie seinen Debütsong „Ein Held zu sein“ und arbeitet seit 2017 mit dem Produzenten Alexander Kahr an weiteren Songs. Seitdem veröffentlichte er die Titel „Dieses eine Leben“, „Held“, „Ein Moment“ und „Genau jetzt“. 2017 schaffte er es unter die Top 30 Künstler in der Kategorie „Songwriter des Jahres“ bei den Austrian Amadeus Awards.

## Engagements
- 2004:
  - Evita als Magaldi (Liechtenstein Musical Company)

- 2005:
  - Miss Saigon als Chris, Ensemble (Thunerseespiele Thun)

- 2006:
  - Elisabeth als Rudolf, Ensemble (Thunerseespiele Thun)

- 2007:
  - Les Misérables als Grantaire, Ensemble (Theater St. Gallen, Schweizer Erstaufführung)
  - Les Misérables als Marius (Thunerseespiele Thun)
  - 3 Musketiere als James/Conferencier, Ludwig XIII, Ensemble (Stage Entertainment, Apollo Theater Stuttgart)

- 2008:
  - Elisabeth als Rudolf und Cover Tod (Stage Entertainment, Theater des Westens Berlin)

- 2009:
  - Elisabeth als Der Tod (in flämischer Sprache, Stadsschouwburg Antwerpen)
  - Les Misérables als Marius (Stadttheater Klagenfurt)
  - Wie es Euch gefällt als Orlando (Kultursommer Parndorf)
  - Elisabeth Erstbesetzung als Der Tod (Tournee)

- 2010:
  - Elisabeth Erstbesetzung als Der Tod (Tournee)
  - Cinderella – das Popmusical als Prinz Fabian und Stinky (Deutschland Tour)
  - Hello Dolly als Barnaby Tucker – alternierend (Volksoper Wien)

- 2011:
  - Hello Dolly als Barnaby Tucker – alternierend (Volksoper Wien)
  - Don Gil von den Grünen Hosen als Don Martín/Don Gil (Sommertheater Skupa Parndorf)
  - Elisabeth Erstbesetzung als Rudolf, Cover Der Tod (Tournee)

- 2012:
  - The Rocky Horror Show als Rocky (Staatsoperette Dresden)
  - Wiener Musical Sommer, mit Marika Lichter, Jan Ammann, Maya Hakvoort; (Rathaus Wien)
  - Elisabeth als Rudolf, Der Tod (Walk-In) (Vereinigte Bühnen Wien, Raimundtheater Wien)
  - Das Phantom der Oper – Konzertante Aufführung als Raoul (Vereinigte Bühnen Wien, Ronacher Wien)

- 2013:
  - Elisabeth als Rudolf, Der Tod (Walk-In) (Vereinigte Bühnen Wien, Raimundtheater Wien)
  - I love you, you're perfect, now change als Mann 1 (Kulturszene Kottingbrunn)
  - The Rocky Horror Show als Rocky (Staatsoperette Dresden)
  - Les Misérables als Marius (Theater Magdeburg)

- 2014:
  - Elisabeth  als Rudolf, Der Tod (Walk-In) (Vereinigte Bühnen Wien, Raimundtheater Wien)
  - Tomorrow Morning – nur noch bis morgen als John (Kulturszene Kottingbrunn)
  - Sunset Boulevard als Joe Gillis (Landgraf Tournee: Österreich, Schweiz, Deutschland)

- 2015:
  - Blutsbrüder als Edward Lyons (Musicalfrühling Gmunden)
  - Thrill Me als Richard Loeb (Off-Theater Wien)
  - Lotte – das Musical als Werther (Wetzlarer Festspiele)
  - Nach dem Ende als Mark (Armes Theater Wien)

- 2016:
  - Sunset Boulevard als Joe Gillis (Opernhaus Dortmund)
  - Can Can als Aristide Forestier (Bühne Baden)

- 2017:
  - Hair als Claude (Musicalsommer Amstetten)
  - Sunset Boulevard als Joe Gillis (Theater Bonn)
  - I Am from Austria als Josi Edler (Walk-In)[10] (Vereinigte Bühnen Wien, Raimundtheater Wien)

- 2018:
  - Kiss me, Kate als Petrucchio (Theater Bonn)
  - I Am from Austria als Josi Edler (Walk-In)[10] (Vereinigte Bühnen Wien, Raimundtheater Wien)

- 2019:
  - Kiss me, Kate als Petrucchio (Theater Bonn)
  - I Am from Austria als Josi Edler (Walk-In)[10] (Vereinigte Bühnen Wien, Raimundtheater Wien)
  - Carmen – das Musical als José (Musicalsommer Winzendorf)
  - Ankunft. Heute. Hedy Lamarr in diversen Rollen (Verein Kunstspielerein, Palais Schönburg)

- 2022:
  - Sunset Boulevard als Joe Gillis (Theater Krefeld)
  - Liebe, Mord und Adelspflichten als Monty Navarro (Original: „A Gentleman's Guide To Love And Murder“), Theater Krefeld
- 2024:
  - Liebe, Mord und Adelspflichten als Monty Navarro (Original: „A Gentleman's Guide To Love And Murder“), Theater Krefeld[11]
  - Mamma Mia! als Sam Carmichael (Freilichtspiele Tecklenburg)[12]
- 2025:
  - Love Never Dies als Raoul de Chagny (Theater Lüneburg)[13]

## Auszeichnungen
- Preisträger des Fidelio-Wettbewerbes in der Sparte Darstellende Kunst[14]